# Ali Akram
Ali Akram (també apareix com Ali Akran) fou un cap rebel dels tàtars de Kazan fill de Yusuf Nogai, que fou proclamat kan el 1553. Va lluitar contra els russos el 1553 i 1554. La rebel·lió fou dominada el 1556.
Després de la conquesta de Kazan el 2 d'octubre de 1552 el russos van sotmetre morduins, txuvatxos, votiaks d'Arsk, xeremissos i baixkirs de l'alt Kama, de tots els quals algunes tribus eren prorusses i altres contràries i als quals s'havien unit tàtars fugitius. El tsar va marxar cap a Nijni Nóvgorod, on el va rebre la seva dona, i va seguir cap a Moscou. Els pobles muntanyesos i de la plana es van revoltar immediatament: votiaks i xeremissos van refusar pagar tribut i van derrotar els strelitz i als cosacs enviats contra ells, matant-ne uns vuit cents.
Van construir una fortalesa al riu Mecha, a uns 70 km de Kazan i foren atacats l'hivern pel voivoda Boris Soltikof però els seus homes van quedar colgats per la neu i va tenir 500 baixes. Ell mateix va ser fet presoner i executat. Ivan estava malalt (febrer de 1553) i al posar-se bo va enviar un exèrcit que va destruir Mecha i va avançar cap a Viatka i el país dels baixkirs. Els combats van causar als rebels 10.000 morts i sis mil foren fets presoners; entre els morts el príncep Yapancha i el cap dels xeremissos, Aleka, i entre els presoners 600 caps tàtars (que foren executats). Però la resistència va seguir i Mamich Berdei, un dels caps de la plana, va portar un príncep nogai, Ali Akram, fill de Yusuf Nogai, i el va proclamar kan però com que el va trobar incompetent i va acusar les seves forces de no dedicar-se a res més que a saquejar la seva pròpia gent, i el 1554 el va executar. Mamich va incitar a la rebel·lió durant temps fins que fou fet presoner, portat a Moscou i executat el 1555.
El 1555 Kazan fou erigida en seu d'un bisbat amb Gory com a primer bisbe. La revolta es va acabar gairebé el 1556 i fins i tot els baixkirs van oferir pagar tribut. Rússia va conservar Kazan i els tàtars que van sobreviure es van establir a una nova ciutat a la plana que fou anomenada Kaban. La ciutat vella fou restaurada i va recuperar la prosperitat.